# 单细胞油脂
单细胞油脂（英語：single cell oil）或称为微生物油脂（英語：microbial oils）是由微藻产生的，它可以作为花生四烯酸和二十二碳六烯酸的来源。这些油脂在婴幼儿食品和老年人保健食品中应用广泛。现在已经有明确清晰地临床证据表明脑组织中的脂肪酸很大一部分是花生四烯酸和二十二碳六烯酸。它们可以促进婴儿的神经和智力发育。另外，花生四烯酸可以有助于减少冠心病的发生。